# بخش مرکزی شهرستان آبادان
بخش مرکزی شهرستان آبادان یکی از بخشهای تابعه شهرستان آبادان در استان خوزستان در جنوب غربی ایران است.

## تقسیمات کشوری
- بخش مرکزی
  - دهستان بهمنشیرجنوبی
  - دهستان بهمنشیرشمالی
  - دهستان شلاهی

شهرها: آبادان

## جمعیت
بنابر سرشماری مرکز آمار ایران، جمعیت بخش مرکزی شهرستان آبادان در سال ۱۳۹۵ برابر با ۲۵۵،۵۵۵ نفر بوده است.